# Gabriele Casadei
Gabriele Casadei (Ivrea, 10 agosto 2002) è un canoista italiano, specializzato nella canoa velocità e vicecampione olimpico a Parigi 2024 nel  C-2 500m, insieme a Carlo Tacchini.

## Biografia
Il suo primo allenatore è stato Misha Vartolomei, campione mondiale ed europeo con la Romania, che lo ha seguito nel periodo giovanile, in cui si è messo in evidenza, vincendo più volte il titolo Mondiale under 23.
Ai mondiali di Copenaghen 2012 si è piazzato 4º nel C1 1000. Ai Giochi europei di Cracovia e Piccola Polonia ha ottenuto l'oro nel C2 500, assieme a Carlo Tacchini.
Alle Olimpiadi di Parigi 2024 ha ottenuto l’argento nel C2 500, sempre con Carlo Tacchini.

## Palmarès
- Giochi paralimpici

Parigi 2024: argento nel C2 500 metri
- Europei

Seghedino 2024: oro nel C2 1000 metri, bronzo nel C2 500 metri
- Giochi europei

Cracovia e Piccola Polonia: oro nel C2 500 metri